# Ivan Kristan
Ivan Kristan (12. června 1930 – 16. září 2023) byl slovinský právník a politik.

## Životopis
Kristan se narodil v Arnově selu. Válečná léta strávil v evakuačních táborech v Německu. Po návratu do Slovinska byl přijat na gymnázium v Brežicích, kde v roce 1951 složil maturitní zkoušku. Následovala studia na lublaňských právech, která dokončil v roce 1957. Jeho spolupráce se slovinskými republikovými odbory ho přivedla k postgraduálnímu studiu. Disertaci získal v roce 1965 a profesoru v roce 1977. Jeho právní zájem směřoval k ochraně lidských práv, ochraně ústavnosti a zákonnosti, koncepci federalismu a problematice parlamentarismu. V letech 1981 až 1985 byl děkanem Právnické fakulty lublaňské Univerzity. V roce 1985 byla pro ustavení rektora zvolena nová metodika, díky které se Kristan stal 34. rektorem Univerzity Edvarda Kardelje v Lublani. V letech 1987 až 1991 byl soudcem federálního Ústavního soudu. 23. prosince 1992 byl zvolen prvním předsedou Státní rady RS, znovu zvolen byl i 27. června 1995 a funkci vykonával až do 17. prosince 1997. V roce 2006 kandidoval za Liberální demokraty Slovinska v komunálních volbách.